# Okzitanische Sprache
Die okzitanische Sprache oder das Okzitanisch (okzitanisch occitan [utsiˈtɒ] / lenga d’òc [leŋgɔˈðɔ], französisch occitan / langue d’oc) ist neben Französisch die zweite romanische Sprache, die sich in Gallien aus dem Vulgärlatein entwickelt hat. Die Varietäten (Dialekte) des Okzitanischen, das im Gegensatz zum Französischen über keine einheitliche Schriftsprache verfügt, werden hauptsächlich im südlichen Drittel Frankreichs und einigen kleineren Gebieten in unmittelbarer Nachbarschaft gesprochen.
Als Amtssprache ist Okzitanisch nur in Spanien, und zwar im Val d’Aran und seit 2010 auch in der ganzen autonomen Gemeinschaft Katalonien, in seiner aranesischen Variante anerkannt.
Okzitanisch zählt zu den vom französischen Staat 1999 mit Einschränkungen in Bildung, Medien und Selbstverwaltung anerkannten Regional- und Minderheitensprachen gemäß der Europäischen Charta der Regional- oder Minderheitensprachen.
Das Okzitanische bzw. seine regionalen Mundarten und Schriftsprachen wurden in früheren Jahrhunderten in französischen wie ausländischen Schriften verallgemeinernd auch als Gaskognisch und Provenzalisch oder auch als Mundarten (patois) des Französischen bezeichnet.
Okzitanisch war (manchmal auch unter der Bezeichnung provenzalisch, in der deutschen Romanistik „altprovenzalisch“) eine der führenden Literatursprachen Europas im Hochmittelalter.

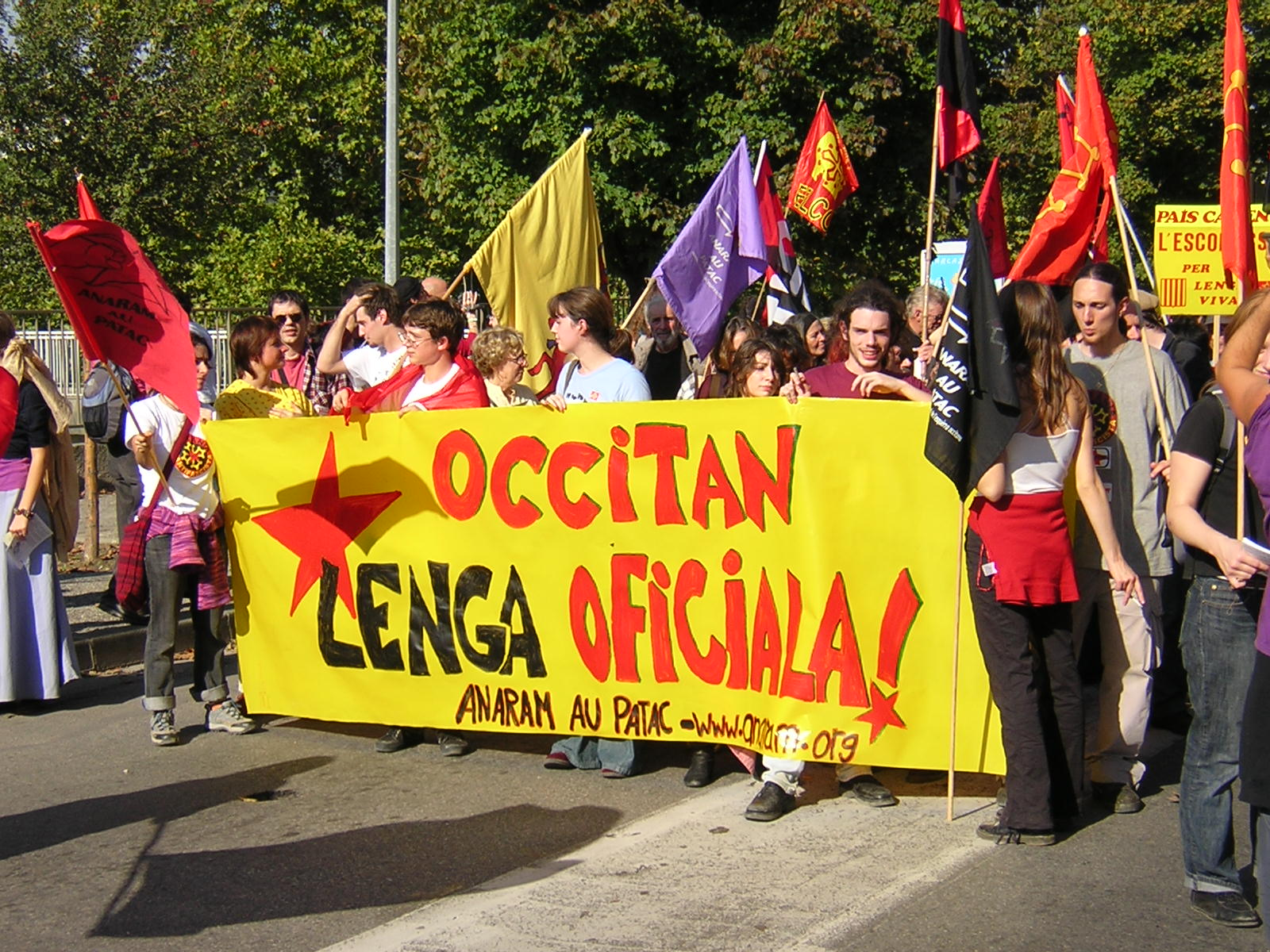
Demonstration für Okzitanisch als Schul- und Amtssprache am 22. Oktober 2005 in Carcassonne

## Etymologie des Begriffes

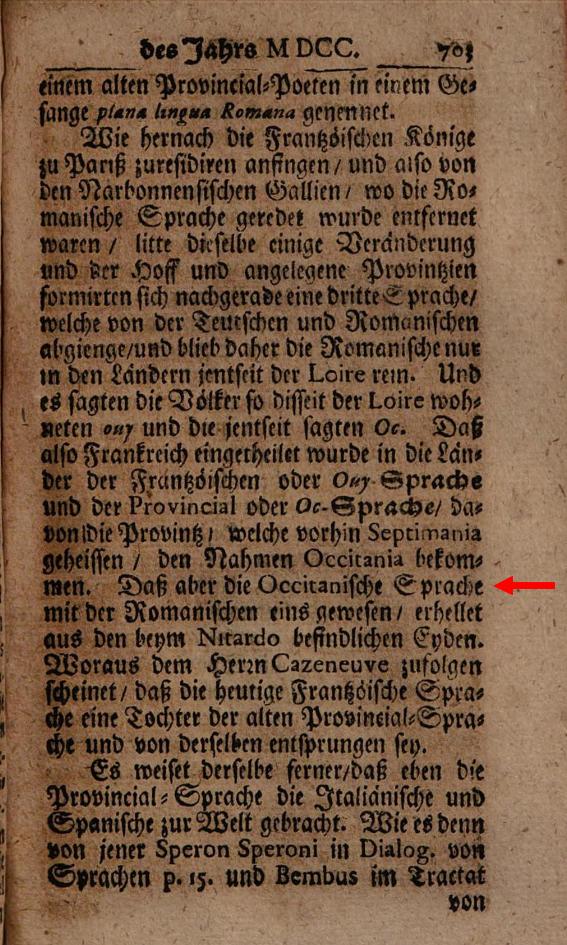
„Occitanische Sprache” in Rezension zu: “Recueil de Poëtes Gascons avec le dictionnaire de la langue Toulousaine. Part I, II & III à Amsterdam; 1700” In Monathlicher Auszug aus allerhand neu-heraußgegebenen nützlichen und artigen Büchern. Hrsg. J. Gg. von Eckart. Hannover: Förster. October MDCC.

Okzitanisch ist von òc, der okzitanischen Bejahungspartikel, abgeleitet, die aus dem Neutrum hoc („dieses“) des lateinischen Demonstrativpronomens hic („dieser“) entstanden ist. Unter den galloromanischen Sprachen werden die Varietäten des Okzitanischen als Langue d'oc von der oder den  Langue(s) d’oïl Nordfrankreichs abgegrenzt. Letztere sind nach der altfranzösischen Bejahungspartikel oïl benannt, die vom lateinischen hoc ille abgeleitet ist.  Von der Sprachbezeichnung langue d’oc kommt auch der Name der Region Languedoc, die jedoch nur einen Teil des okzitanischen Sprachgebietes bildet.
Die heute übliche deutsche Bezeichnung der südfranzösischen Sprache als Okzitanisch ist vom okzitanischen oder französischen Wort occitan abgeleitet. Dieses geht auf die seit dem Beginn des 14. Jahrhunderts belegten mittellateinischen Begriffe lingua occitana oder occitanica zurück. Im Französischen erscheinen zu Beginn des 19. Jahrhunderts erstmals vereinzelte Belege für die Bezeichnungen occitan (1819) und occitanique (1802), aber erst mit der programmatischen Wiederbesinnung auf eine „okzitanische“ Kultur und Sprache, besonders seit der Gründung der Ligue Occitane im Jahr 1897, fand das Wort occitan allmählich Eingang in den Sprachgebrauch.

## Okzitanisch als romanische Sprache der Galloromania

### Dialektale Gliederung
Das Okzitanische ist eine eigenständige galloromanische Sprache, und seine Varietäten sind keine Mundarten (patois) des Französischen, wie selbst in Frankreich oft irrtümlich angenommen wird.

Karte der Sprachen und Dialekte Frankreichs; in Rottönen im Süden: die Varietäten des Okzitanischen

Das Okzitanische gliedert sich in Varietäten, die sich in drei Gruppen einteilen lassen:
- Nordokzitanisch
  - Limousinisch (im Limousin)
  - Auvergnatisch (in der Auvergne)
  - Vivaro-alpinisch (im südlichen Teil der französischen Alpen und im Piemont)
- Südokzitanisch
  - Languedokisch (im Languedoc)
  - Provenzalisch (in der Provence) mit den Unterdialekten (fr. sous-dialectes)
    - Provençau Maritim, von Marseille bis Antibes
    - Rodanenc, am und im Rhônetal
    - Nissart um Nizza
- Gaskognisch, in der Gascogne. Dazu gehört auch das Aranesische im Val d’Aran. Aufgrund seines Systemabstandes zu den anderen okzitanischen Dialekten wurde das Gaskognische schon im Mittelalter von manchen als eigene Sprache angesehen.[9]

### Sprachgeschichte: Ursprung, Blütezeit, Verfall und Wiederbelebung
Das Okzitanische entwickelte sich aus dem Vulgärlatein des südlichen Galliens. Die Unterschiede in der gesellschaftlichen und kulturellen Entwicklung zwischen dem Süden und dem Norden Galliens in der Spätantike und dem Frühmittelalter spiegeln sich in der unterschiedlichen Sprachentwicklung wider. Unter anderem wurden die Varietäten des Südens im Gegensatz zu denen des Nordens kaum von altfränkischen Einflüssen geprägt. Sie veränderten sich auf lautlichem Gebiet weniger schnell und bewahrten so eine größere klangliche Ähnlichkeit mit den übrigen romanischen Sprachen.
Bis zum 12. Jahrhundert bildeten sich auf der Grundlage der sprachlichen Varietäten, die im Raum des heutigen Frankreich aus dem Vulgärlatein entstanden waren, zwei verschiedene Kultursprachen heraus. Nördlich der Loire entwickelte sich das Französische, weiter südlich das Okzitanische. Dieses spielte als Literatursprache (vor allem der Trobadordichtung) im 12. und 13. Jahrhundert eine wichtige Rolle, die nicht auf die Adelshöfe Südfrankreichs beschränkt blieb, sondern auch in Nordspanien, vor allem in Katalonien, und in Italien der Literarisierung der dortigen romanischen Dialekte vorausging oder diese nachhaltig prägte.
Der Albigenserkreuzzug (1209–1229) beendete die Hochzeit der kulturellen Blüte Okzitaniens. Doch bereits im Jahr 1323 entstand eine Bewegung zur Renaissance der okzitanischen Literatur: In Toulouse gründete sich der Gai Saber, ein bürgerlicher Dichterkreis, der sich zum Ziel setzte, die nach den Verheerungen der Albigenserkriege bedrohte Tradition der okzitanischen Dichtung weiterzuführen. Bis ins 16. Jahrhundert und teilweise darüber hinaus behielt das Okzitanische den Status einer Schrift- und Literatursprache, deren Hauptkonkurrent auf lokaler Ebene zunächst vor allem das Lateinische war.
Im Zuge der von König Franz I. mit dem Edikt von Villers-Cotterêts (1539) begonnenen Vereinheitlichung von Justiz und Verwaltung in den französischen Kronlanden, zu denen weite Teile des okzitanischen Sprachraums seit dem Ende der Albigenserkriege gehörten, wurde die „französische Muttersprache“ („langage maternel francoys“) zur alleinigen Urkunden- und Verwaltungssprache erhoben. Diese Maßnahme richtete sich zunächst gegen das Lateinische und ließ die Verwendung weiterer Volkssprachen neben dem Französischen in der Verwaltung einzelner Provinzen durchaus zu, wendete sich langfristig aber auch gegen das Okzitanische und alle anderen in den Ländern der französischen Krone verbreiteten Sprachen. Wirkte sich das Edikt zunächst nur auf den Sprachgebrauch der staatlichen Organe, die Verwaltung und das Gerichtswesen aus, so verloren Okzitanisch und die anderen Regionalsprachen vor allem seit der Französischen Revolution im Laufe des 19. Jahrhunderts an Bedeutung, da nun die gesamte Bevölkerung in das politische Leben des Zentralstaates, insbesondere in das von diesem organisierte Bildungswesen, das sich ausschließlich des Französischen bediente, einbezogen wurde. Vor allem die zentralistische Schulpolitik von Jules Ferry um 1880 trug zur Verdrängung des Okzitanischen bei. Das Französische galt seit der Aufklärung, deren Hauptwerke in dieser Sprache abgefasst wurden, als Sprache der „clarté“ (Klarheit) und „raison“ (Vernunft); diese Vorstellung wurde von den Revolutionären und den Instanzen der Französischen Republik übernommen.
1854 gründete der Jurist und Dichter Frédéric Mistral, der 1904 mit dem Nobelpreis für Literatur ausgezeichnet wurde, mit dem Ziel der Wiederbelebung der provenzalischen Sprache und Literatur die Félibrige, eine Bewegung, die die Sprache von Mistrals Geburtsort Maillane als Vorbild für eine Vereinheitlichung und Normierung des Okzitanischen durchzusetzen versuchte; die orthografischen Regeln sollten der leichteren Lesbarkeit halber weitgehend an französische Schreibgewohnheiten und nicht an historische Schreibungen des Okzitanischen angelehnt sein („graphie mistralienne“).
Nicht am Provenzalischen (des Dialektes der Provence), sondern am Languedokischen und in der Schreibung an Konventionen der mittelalterlichen Trobadordichtung („graphie classique“) orientierte sich hingegen der Sprachwissenschaftler Louis Alibert in seiner Grammatik des Okzitanischen von 1935. Sein Werk wurde seit 1945 vom Institut d’Estudis Occitans in Toulouse fortgesetzt, und der Sprachwissenschaftler und zweite Direktor des Instituts, Robert Lafont, adaptierte die Regeln des IEO 1951 schließlich auch für das Provenzalische.

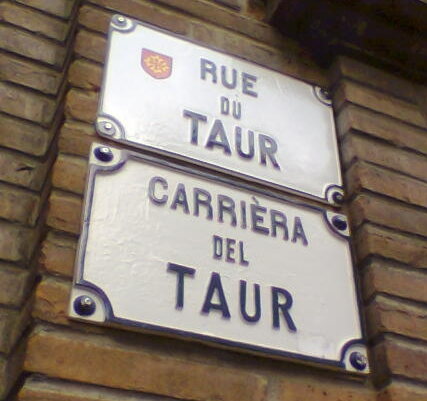
Straßenschilder in französischer (oben) und in okzitanischer Sprache (unten) in Toulouse

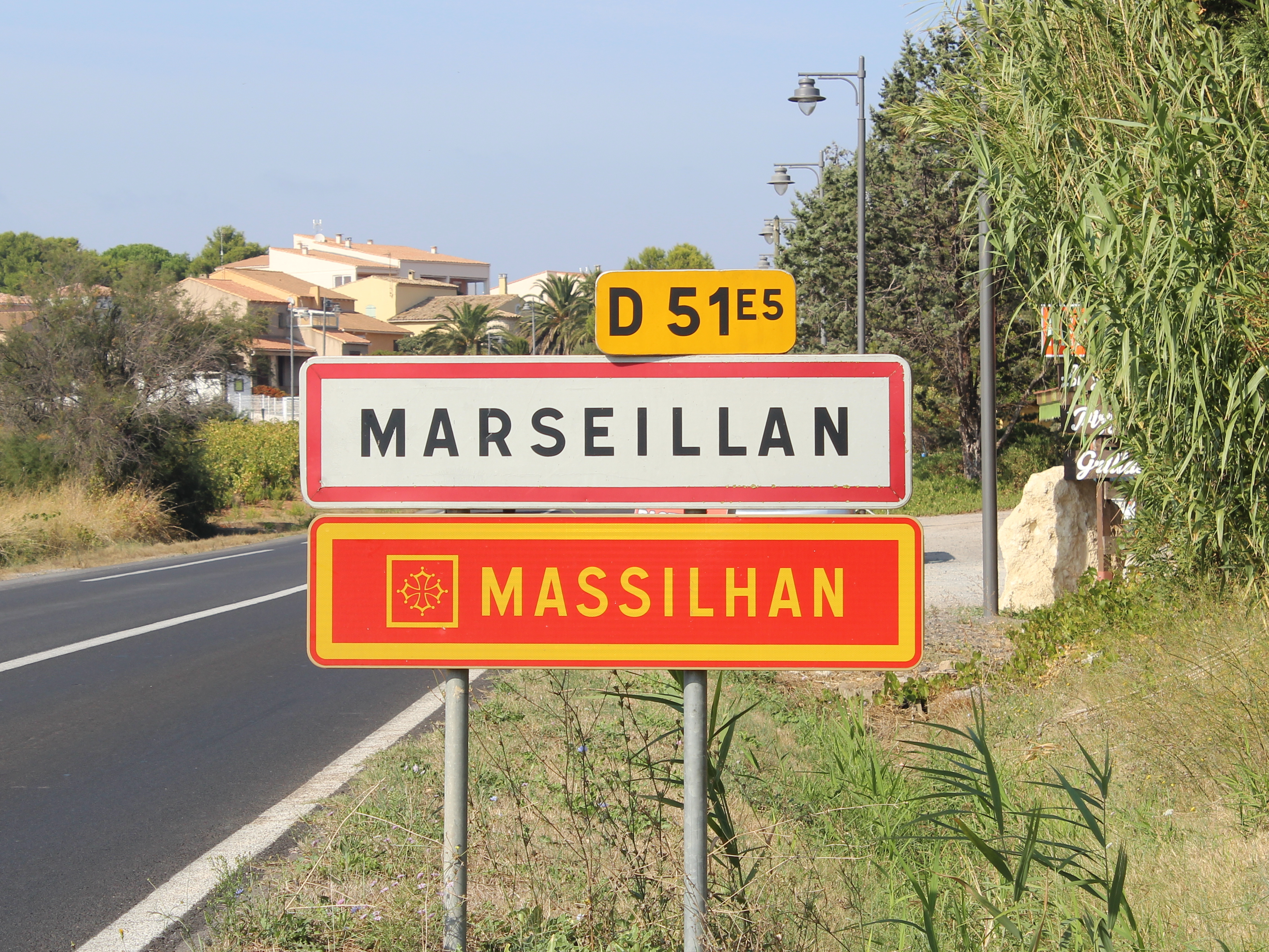
Ortsschild der Gemeinde Marseillan auf Französisch und Okzitanisch. Das okzitanische Wappen und die Farben (Rot und Gold) erscheinen auf dem Zeichen

Okzitanisch ist in Frankreich heute in etwa 33 Departements verbreitet. Die meisten seiner Sprecher beherrschen es als Zweitsprache neben dem Französischen und verwenden es vorwiegend im privaten Umfeld. Dabei überwiegt der Anteil der Älteren gegenüber den Jüngeren, der Männer gegenüber den Frauen und der Landbewohner gegenüber den Städtern. Offizielle Erhebungen über Sprecherzahlen gibt es nicht, Schätzungen und Hochrechnungen divergieren zum Teil erheblich.

### Sprachenpolitik und Kampf um Anerkennung
Nach 1993 veröffentlichten Schätzungen des Europäischen Büros für Sprachminderheiten konnten von 12 bis 13 Millionen Einwohnern der Region 48 % Okzitanisch verstehen, 28 % konnten diese Sprache sprechen, 13 % sie lesen, 6 % sie schreiben, und etwa 9 % (ein bis zwei Millionen) verwendeten sie täglich.
Fabrice Bernissan hingegen kommt 2012 nach einer Untersuchung der Verhältnisse im Département Hautes-Pyrénées und einer Hochrechnung auf das gesamte Sprachgebiet auf ca. 100.000 Muttersprachler in Frankreich.
Okzitanisch wird in Frankreich heute an einigen staatlichen Schulen gelehrt und an mehr als 30 Privatschulen (Stand 2000), sogenannten Calandretas, neben dem Französischen als Unterrichtssprache eingesetzt.
Von den Einwohnern des Val d’Aran sprechen rund 65 % (4000–5000) Aranesisch und 90 % verstehen es. Hier gilt das Okzitanische in seiner aranesischen Variante als offizielle Sprache neben Katalanisch und Spanisch. In Italien wird die Sprecherzahl des Okzitanischen auf 50.000 geschätzt. In den okzitanischen Tälern des Piemonts wird Okzitanisch von 49,5 % der Bevölkerung beherrscht.
Durch Auswanderung entstanden außerhalb des ursprünglichen französischen, katalanischen und norditalienischen Verbreitungsgebietes einige weitere okzitanische Sprachinseln, so besonders die im 16. Jahrhundert von norditalienischen Waldensern gegründete Gemeinde Guardia Piemontese in Kalabrien, die im 19. Jahrhundert ebenfalls von norditalienischen Waldensern gegründete Siedlung Valdese in North Carolina und die seit 1884 von Zuwanderern aus dem französischen Département Aveyron besiedelte Ortschaft Pigüé in Argentinien. Durch Zuzug von Waldensern war das Okzitanische auch in Württemberg örtlich verbreitet. Es dürfte dort spätestens um die Wende vom 19. zum 20. Jahrhundert ausgestorben sein.

## Das Okzitanische: sprachliche Beschreibung

### Das Altokzitanische

#### Herkunft
Das Altokzitanische (in der älteren Romanistik auch Altprovenzalisch genannt) begegnet uns in Urkunden und den Dichtungen der Troubadours. Als Sprache der Dichtung ist es eine Gemeinsprache (Koine), die die Unterschiede der Dialekte des Okzitanischen weitgehend überbrückt. Diese Sprache wirft, was ihre Herkunft betrifft, auch deshalb Probleme auf, weil die Texte, die sie benutzen, nur in späteren Kopien vorliegen, die teilweise die dialektalen Spracheigentümlichkeiten ihrer Schreiber widerspiegeln. Grammatiker des 13. und 14. Jahrhunderts haben die Sprache der Troubadours auch als lemozi (limousinisch) bezeichnet.

#### Sprachliche Besonderheiten
- Existenz einer Zweikasusflexion (wie im Altfriaulischen und Altfranzösischen),  daher freiere Wortstellung: cavaliers „der Ritter“ im Casus rectus (Nominativ) Sg. gegenüber cavalier „den Ritter“ im Casus obliquus (Akkusativ und alle anderen Fälle).
- Pro-Drop-Sprache, d. h., die Verwendung des Subjektpronomens war nicht obligatorisch
- Besonderheiten in der Schreibung: Die Graphie ist nicht normiert, weshalb für einen Laut jeweils mehrere Schreibungen möglich sind und umgekehrt.
  - „ll“, „l“, „lh“ für [ʎ],
  - „s“, „ss“ kann stimmloses s (also [s]) markieren,
  - „z“, „s“ stimmhaftes s (also [z]),
  - „-g“ und „-ch“ am Wortende häufig [tʃ]
  - „j“, „g“, auch „i“ für den Laut [dʒ] (intervokalisch, vor hellem Vokal).[19]

- Besonderheiten in der Phonetik:
  - Doppellaute existieren, wie für die westromanischen Sprachen üblich, nicht.
  - Lateinisches finales -a wird zunächst zu „-e“ abgeschwächt und dann zu [ə]. Die im Altokzitanischen erhaltenen Formen auf -a wurden im Neuokzitanischen überwiegend zu -o.
  - Der lateinische Diphthong /au/ bleibt erhalten: lat. taurus > altokz. taur ‚Stier‘, lat. aurum > aur ‚Gold‘ (ähnlich wie im Friaulischen und Rumänischen).
  - Eine Auslautverhärtung gilt für das Altokzitanische als wahrscheinlich.[20]

Beispiel für einen altokzitanischen Text:
Raimon Vidal de Besalú: Abril issi’ e mays intrava
1. Abril issi’ e mays intrava / der April ging und der Mai kam
2. e cascus dels auzels chantava / und jeder Vogel sang
3. josta sa par, que autz que bas / mit seinem Begleiter, mancher mit hoher, mancher mit tiefer Stimme;
4. e car remanion atras / und weil zurücklagen
5. vas totas partz, neus e freidors / zu allen Seiten der Schnee und die Kälte
6. venion frugz venion flors / kamen hervor Früchte und Blumen
7. e clar temps e dossa sazos, / und schönes Wetter und sanfte Zeiten
8. e yeu m’estava cossiros / und ich war voll Gedanken
9. e per amor un pauc embroncx. / und durch die Liebe ein wenig bedrückt.

Lateinisch (möglichst wörtlich):
1. Aprilis iit et Maius intrabat,
2. et unaquaeque avium cantabat,
3. iuxta parem suum, vel (voce) acuta vel gravi ;
4. et quod relicta erant
5. undique (in omnibus partibus) nix et frigus,
6. venerunt fructus, venerunt flores
7. et clara tempestas et dulcia tempora,
8. et ego eram sollicitus
9. et per amorem paulum maestus

Sprachlicher Kommentar:
- Zweikasusflexion: mays (1): Nominativ (may ist der Akkusativ), cascus (2), neus (5), freidors (5)
- Teilungsartikel: cascus dels auzels (2)
- Wiedergabe von sowohl als auch durch que … que (3) aber auch durch e … e (7)
- parataktische Konstruktionen vorherrschend: e (4), car (4)
- Plural -s wird nach stimmhaftem Konsonant stimmhaft: frugz (6) und nicht *frugs
- Präpositionen und Adverbien: atras (4) (< vulgärlateinisch ad + trans)
- Vokalisierung des lateinischen l vor Konsonant: lat. dulce > altokzitanisch dols, dulz > dous > neuokzitanisch doç ‚sanft‘ (7)
- das Paradigma von stare übernimmt das von esse im Imperfekt (auch im Altfranzösischen!): estava (8) „ich war“, Ansatz zu einer Opposition zwischen esse und stare wie im Spanischen.
- Erhalten des lateinischen Diphthongs /au/: pauc (9)

### Das Neuokzitanische

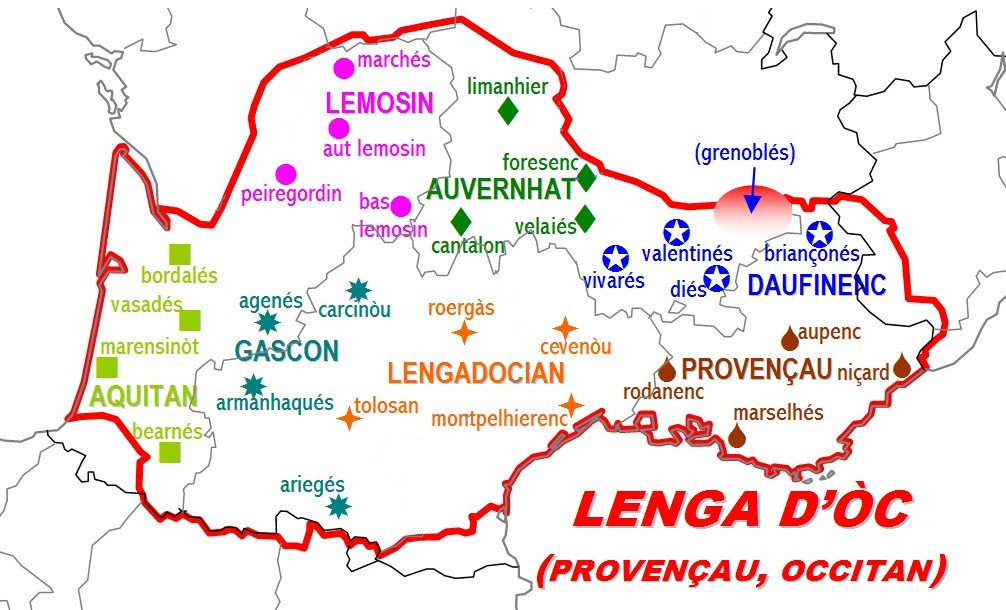
Die Dialekte des Okzitanischen nach Frédéric Mistral

Beispiele für neuokzitanische Texte:
En prouvençau, ce que l‘on pènso / Was man auf Provenzalisch denkt,

Vèn sus li bouco eisadamen: / kommt exakt auf die Münder (leicht über die Lippen):

O douço lengo de Prouvènço, / o süße Sprache der Provence,

Vaqui perqué toujou t‘amen! / darum wollen wir dich immer lieben!

Sus li frejau de la Durenço / Auf den Kieseln der Durance

N‘en aven fa lou saramen! / haben wir den Schwur geleistet!

Sian tout d‘ami galoi e libre... / Wir sind alle frohe und freie Freunde.

(Frédéric Mistral,1854) - in „graphie mistralienne“
La nuèit e la pluèja e lo gèl, / Die Nacht und der Regen und der Frost,

Pas una estela dins lo cèl... / nicht ein Stern am Himmel...

Quora tornarà l'alba ? / Wann kommt das Morgenlicht wieder?

Encara canta pas l'aucèl... / Noch singt der Vogel nicht...

Quora tornarà l'alba ? / Wann kommt das Morgenlicht wieder?

(Joan Bodon, 1975) - in „graphie classique“

#### Phonetik
| Vokale          | Vorne      | Vorne    | Mitte      | Hinten   |
|                 | ungerundet | gerundet | ungerundet | gerundet |
| --------------- | ---------- | -------- | ---------- | -------- |
| Geschlossentral | /i/        | /y/      |            | /u/      |
| halbgeschlossen | /e/        |          |            |          |
| Halboffen       | /ɛ/        |          |            | /ɔ/      |
| Offen           |            |          | /a/        |          |

Regional existieren auch die Phoneme /œ/ und /ə/.
| Konsonanten   | labial   | labial    | dental und alveolar | dental und alveolar | palatal  | palatal   | velar    | velar     |
|               | stimmlos | stimmhaft | stimmlos            | stimmhaft           | stimmlos | stimmhaft | stimmlos | stimmhaft |
| ------------- | -------- | --------- | ------------------- | ------------------- | -------- | --------- | -------- | --------- |
| Plosive       | /p/      | /b/       | /t/                 | /d/                 |          |           | /k/      | /g/       |
| Frikative     | /f/      | (/v/)     | /s/                 | /z/                 | (/ʃ/)    |           |          |           |
| Affrikaten    |          |           | /ts/                | (/dz/)              | /tʃ/     | /dʒ/      |          |           |
| Nasale        |          | /m/       |                     | /n/                 |          | /ɲ/       |          |           |
| Laterale      |          |           |                     | /l/                 |          | /ʎ/       |          |           |
| Vibranten     |          |           |                     | /r/                 |          |           |          |           |
| Taps/Flaps    |          |           |                     | /ɾ/                 |          |           |          |           |
| Approximanten |          | /w/, /ɥ/  |                     |                     |          | /j/       |          |           |

#### Aussprache
Vokale
- a:
  - -a-, a- und à werden [a] ausgesprochen.
  - -a unbetont am Wortende wird [ɔ / o̞] ausgesprochen.
  - á am Wortende wird [ɔ] ausgesprochen.
- e:
  - e oder é wird [e] ausgesprochen.
  - è wird [ɛ] ausgesprochen.
- i oder í wird [i] oder vor Vokalen [j] ausgesprochen.
- o
  - o oder ó wird [u] oder [w] ausgesprochen.
  - ò wird [ɔ] ausgesprochen.
- u wird [y] oder als Halbvokal [ɥ] ausgesprochen, außer nach [w].

Konsonanten
- b: [b]
- c: [k]. [s] vor „e“ und „i“. Wenn es verdoppelt wird (cc), [ts].
- ch: [tʃ]
- ç: [s]
- d: [d]/[ð]
- f: [f]
- g: [g]/[ɣ] vor „a“, „o“, „u“. [dʒ] vor „e“ und „i“. Am Wortende wird es [k] oder, in einigen Wörtern, [tʃ] ausgesprochen. gu vor „e“ und „i“ ist [g]/[ɣ]
- h: meist stumm
- j: [dʒ], [dz]
- k: [k]
- l: [l]. Verdoppelt (ll) wird es geminiert als [ll] ausgesprochen.
- lh: [ʎ], am Wortende [l].
- m: Verdoppelt (mm) wird es geminiert [mm].
- n: [n]. Am Wortende stumm. [m] vor „p“, „b“ und „m“. [ŋ] vor c/qu und g/gu. [ɱ] vor „f“. nd und nt [n]
- nh: [ɲ]. Am Wortende [n].
- p: [p]
- qu: [k] vor „e“ und „i“. [kw] in anderen Positionen.
- r: [r] und [ɾ]. Am Wortende ist es in den meisten Wörtern stumm. rn und rm [ɾ].
- s: [s]. [z] zwischen Vokalen. ss ist [s].
- t: [t]. tg/tj ist [tʃ]. tl ist [ll]. tn ist [nn]. tm ist [mm]. tz ist [ts]
- v: [b], [v] im Ostokzitanischen.
- w: [w], [b]
- x: [ts], [s] vor Konsonant.
- y: [i]/[j]
- z: [z]

#### Morphologie und Syntax
- Verb: drei Konjugationsklassen: 1. Gruppe auf -ar, 2. Gruppe auf -ir, 3. Gruppe auf -er/-re.

Beispiel für die Präsenskonjugation
| parlar ‚sprechen‘ | legir ‚lesen‘ | metre ‚setzen, legen‘ |
| ----------------- | ------------- | --------------------- |
| parli             | legissi       | meti                  |
| parlas            | legisses      | metes                 |
| parla             | legís         | met                   |
| parlam            | legissèm      | metèm                 |
| parlatz           | legissètz     | metètz                |
| parlan            | legisson      | meton                 |

Wenige Verben auf -ir werden ohne das Suffix -iss- gebildet: sentir ‚hören‘ – senti, sentes, sent, sentèm, sentètz, senton
- Okzitanisch ist eine Pro-Drop-Sprache, benötigt also das Subjektpronomen nicht, da die Endungen der Verben eindeutige Auskunft über die Person geben.

- Die Negation bildet man durch postverbales pas.

- Die definiten Artikel lauten lo/lou[23] [lu] (Sg.), los (Pl.) für Maskulina, la (Sg.) und las (Pl.) für Feminina. Vor Vokal werden lo und la zu l’ elidiert. Die indefiniten Artikel lauten un (mask.) und una (fem.).

- Nomen: Es gibt zwei grammatische Geschlechter. Maskulina enden auf Konsonant oder -e, Feminina auf -a: lo filh ‚der Sohn‘, la filha ‚die Tochter‘.

- Plural: Wie in allen westromanischen Sprachen gibt es im Okzitanischen einen sigmatischen Plural, d. h., in der Regel wird ein -s an die Singularform angehängt: òme, omès ‚Mann, Männer‘, femna, femnas ‚Frau, Frauen‘.

Wörter, die auf -s, -ç, -ch, -f, -g, -sc, -st, -xt, -x enden, bilden den Plural auf -es: peis, peisses ‚Fisch, Fische‘, fotograf, fotografes ‚Fotograf, Fotografen‘, tèxt, tèxtes ‚Text, Texte‘.
Wörter, die auf -tz enden, bilden den Plural auf -ses: crotz, croses ‚Kreuz, Kreuze‘.
- Im Vergleich zum Französischen weist das Okzitanische relativ viele Artikelpräpositionen auf, wobei nur die maskulinen Artikel mit der Präposition fusionieren:

|     | + lo | + los |
| a   | al   | als   |
| de  | del  | dels  |
| sus | sul  | suls  |
| jos | jol  | jols  |
| per | pel  | pels  |

- Während das Altokzitanische wie das Altfranzösische eine Zweikasusflexion besaß, gibt es im modernen Okzitanischen keine durch Endungen bezeichneten Fälle  mehr. Die syntaktischen Beziehungen werden wie im modernen Französischen durch die Wortstellung und mit Hilfe von Präpositionen zum Ausdruck gebracht.

#### Wortschatz
Der Wortschatz des Okzitanischen ist zum größten Teil romanischen/lateinischen Ursprungs und ähnelt vor allem dem des Katalanischen.
| Latein                                | Französisch | Frankoprovenzalisch | Okzitanisch                  | Katalanisch | Spanisch     | Portugiesisch | Piemontesisch | Italienisch            | Bedeutung                     |
| ------------------------------------- | ----------- | ------------------- | ---------------------------- | ----------- | ------------ | ------------- | ------------- | ---------------------- | ----------------------------- |
| clavis                                | clé         | clâ                 | clau                         | clau        | clave, llave | chave         | ciav          | chiave                 | Schlüssel                     |
| nox (Akkusativ: noctem)               | nuit        | nuet                | nuèch, nuèit, nuòch, net     | nit         | noche        | noite         | neuit         | notte                  | Nacht                         |
| canere (Vulgärlateinisch: cantare)    | chanter     | chantar             | cantar, chantar              | cantar      | cantar       | cantar        | canté         | cantare                | singen                        |
| capra                                 | chèvre      | cabra / chiévra     | cabra, craba, chabra         | cabra       | cabra        | cabra         | crava         | capra                  | Ziege                         |
| lingua                                | langue      | lenga               | lenga, linga, lengua         | llengua     | lengua       | língua        | lenga         | lingua                 | Sprache                       |
| platea                                | place       | place               | plaça                        | plaça       | plaza        | praça         | piassa        | piazza                 | Platz (Latein: Straße, Gasse) |
| pons (Akkusativ: pontem)              | pont        | pont                | pont                         | pont        | puente       | ponte         | pont          | ponte                  | Brücke                        |
| ecclesia                              | église      | églésé              | glèisa, glèia                | església    | iglesia      | igreja        | cesa, gesia   | chiesa                 | Kirche                        |
| hospitale                             | hôpital     | hèpetâl             | espital, ospitau             | hospital    | hospital     | hospital      | ospidal       | ospedale               | Hospital                      |
| caseus (Vulgärlateinisch: formaticum) | fromage     | tôma / fromâjo      | formatge, fromatge, hormatge | formatge    | queso        | queijo        | formagg       | formaggio, dial. cacio | Käse                          |

### Sprachliche Besonderheiten einiger neuokzitanischer Dialekte
- Für das Provenzalische s. Provenzalische Sprache.
- Für das Languedokische s. Languedokische Sprache.
- Für das Gascognische s. Gascognische Sprache.
- Für das Auvergnatische s. Auvergnatische Sprache.
- Für das Aranesische s. Aranesische Sprache.
- Für das Vivaroalpinische s. Vivaro-alpinische Sprache.
- Für das Nissart s. Nissart.

### Sprachwissenschaft
- Pierre Bec: La langue occitane. Que sais-je? Bd. 1059. 6. Auflage. PUF, Paris 1995, ISBN 2-13-039639-9.
- Pierre Bec: Manuel pratique d'occitan moderne. Picard, Paris 1973.
- Pierre Blanchet: Le Provençal. Essai de description sociolinguistique et différentielle. Série pédagogique de l’Institut de Linguistique de Louvain. Bd. 15. Peeters, Louvain-la-Neuve 1992, ISBN 90-6831-428-9.
- Dominique Garcia: La Celtique méditerranéenne: Habitats et sociétés en Languedoc et en Provence du VIIIe au IIe siècle av. J.-C. Errance, Paris 2004, ISBN 2-87772-286-4.
- Günter Holtus, Michael Metzeltin, Christian Schmitt (Hrsg.): Lexikon der Romanistischen Linguistik. 12 Bde. Niemeyer, Tübingen 1988–2005. Band V, 2: Okzitanisch, Katalanisch. 1991, ISBN 3-484-50250-9.
- Kathrin Kraller: Sprachgeschichte als Kommunikationsgeschichte: Volkssprachliche Notarurkunden des Mittelalters in ihren Kontexten. Mit einer Analyse der okzitanischen Urkundensprache und der Graphie. Regensburg 2019, ISBN 978-3-88246-415-3.
- Georg Kremnitz: Das Okzitanische. Sprachgeschichte und Soziologie. Romanistische Arbeitshefte, 23. Niemeyer, Tübingen 1981, ISBN 3-484-54023-0.
- Trudel Meisenburg: Die soziale Rolle des Okzitanischen in einer kleinen Gemeinde im Languedoc (Lacaune/Tarn). Tübingen 1985, ISBN 3-484-52200-3.
- Ursula Reutner: ‘Minor’ Gallo-Romance Languages. In: Franz Lebsanft, Felix Tacke (Hrsg.): Manual of Standardization in the Romance Languages. De Gruyter, Berlin 2020, ISBN 978-3-11-045573-1, S. 773–807.
- Matteo Rivoira: L’occitano. In: Erica Autelli, Marco Caria, Riccardo Imperiale (Hrsg.): Le varietà storiche minoritarie in Italia. Band 1: L’Italia settentrionale (Linguistik Online 130/6, 2024).
- Gerhard Rohlfs: Die provenzalische Sprache. In: Vom Vulgärlatein zum Altfranzösischen. 3., verb. Aufl. Max Niemeyer, Tübingen 1968, S. 52–84.
- Ch. de Tourtoulon, O. Bringuier: Rapport sur la limite géographique de la langue d’oc et de la langue d’oil. In: Archives des missions scientifiques et littérares. Band 3. Reihe Band 3, Paris 1876, S. 545–605.